# Kolín - letiště
Kolín - letiště este o arie protejată (arie specială de conservare — SAC, sit de importanță comunitară — SCI) din Republica Cehă întinsă pe o suprafață de 22,36 ha, integral pe uscat.

## Localizare
Centrul sitului Kolín - letiště este situat la coordonatele 50°00′08″N 15°10′24″E / 50.002222°N 15.173333°E.

## Înființare
Situl Kolín - letiště a fost declarat sit de importanță comunitară în aprilie 2005 pentru a proteja 1 specie de animale. Situl a fost protejat și ca arie specială de conservare în iulie 2012.

## Biodiversitate
Situată în ecoregiunea continentală, aria protejată nu include niciun habitat protejat.
La baza desemnării sitului se află o specie protejată de  mamifere: popândău (Spermophilus citellus).